# Siphocampylus floribundus
Siphocampylus floribundus är en klockväxtart som beskrevs av Alexander Zahlbruckner. Siphocampylus floribundus ingår i släktet Siphocampylus och familjen klockväxter.
Artens utbredningsområde är Peru. Inga underarter finns listade i Catalogue of Life.